# General Electric TF34
General Electric TF34 — американский военный турбореактивный двигатель, используемый на A-10 Thunderbolt II и S-3 Viking.

## Разработка и устройство
Разработанный GE Aircraft Engines в конце 1960-х годов, базовый двигатель включает однолопасной вентилятор, приводимый в действие 4-ступенчатой турбиной низкого давления (LP), наддувом 14-ступенчатый компрессор высокого давления (HP), приводимый в движение двухступенчатой турбиной. Имеется кольцевая камера сгорания. Модель TF34-GE-400A рассчитана на статическую тягу 9 275 фунтов силы (41,26 кН).
Гражданский вариант CF34 используется на ряде частных и пассажирских самолетов.

## Варианты

### TF34-GE-2
Первоначальный вариант для Lockheed S-3, был запущен в производство в августе 1972 года.

### TF34-GE-100
Вариант для Fairchild A-10A, первый полет на A-10 в мае 1972 года. Производство началось в октябре 1974 года.

### TF34-GE-400A
Улучшенная версия GE-2 для Lockheed S-3.